# Liga das Nações da UEFA
A Liga das Nações da UEFA (em inglês: UEFA Nations League) é uma competição internacional profissional de futebol disputada bienalmente por seleções masculinas de países membros da UEFA. A competição foi concebida para minimizar os amistosos e dar às nações encontros competitivos com equipes igualmente ranqueadas. Equipes de todas as associações europeias competem em uma estrutura de liga com promoção e rebaixamento.
O primeiro torneio foi em setembro de 2018, com os quatro vencedores dos grupos da Liga A se classificando para as semifinais, disputadas em Portugal em junho de 2019. A equipe anfitriã, Portugal, derrotou a Holanda na final para se tornar o vencedor da competição inaugural. Em 2021, a França ganhou o troféu ao vencer a Espanha. No torneio de 2023, a Espanha venceu a Croácia nos pênaltis. Os atuais campeões são Portugal, que derrotou a Espanha na final de 2025 para garantir seu segundo título.

## Criação
Em outubro de 2013, o presidente da Associação Norueguesa de Futebol Yngve Hallén, confirmou que existiam negociações para a criação de um terceiro torneio internacional de seleções nacionais para membros da UEFA, além da Copa do Mundo FIFA e do Campeonato Europeu de Futebol.
O conceito da Liga das Nações da UEFA classificaria as 55 seleções nacionais das federações filiadas em uma série de grupos, baseados em uma classificação formulada com base nos seus resultados recentes, onde seriam promovidos e rebaixados a outros grupos de acordo com os resultados obtidos dentro dos mesmos. O torneio proposto seria realizado em datas do calendário de jogos internacionais, que eram alocadas para jogos amigáveis internacionais, não afetando a Copa do Mundo ou o Campeonato Europeu. Em março de 2014, o secretário-geral da UEFA Gianni Infantino, afirmou que um dos benefícios da proposta seria ajudar associações nacionais menos famosas a manter um calendário de jogos.
O secretário-geral da Federação Belga de Futebol Steven Martens afirmou que os países com classificação mais baixa ainda se beneficiariam financeiramente da competição, já que o contrato de televisão com a UEFA seria centralizado. A Liga das Nações da UEFA foi aprovada por unanimidade pelas 54 federações filiadas na UEFA no 38º Congresso Ordinário da federação, em Astana, no dia 27 de março de 2014.

## Formato

### Formato original
De acordo com o formato aprovado, as 55 seleções nacionais da UEFA foram divididos em quatro divisões (chamados de "Ligas"), sendo 12 equipes na Liga A, 12 equipes na Liga B, 15 equipes na Liga C e 16 equipes na Liga D. Em cada liga, quatro grupos são formados (de três ou quatro equipes em cada grupo) e as equipes jogam entre si em casa e fora.
Na liga principal, a Liga A, os primeiros colocados de cada grupo se classificam para disputar a fase final, com duas semifinais, uma partida de terceiro lugar e uma final para determinar a equipe campeã do torneio.
As equipes também podem ser promovidas e rebaixadas para um nível maior ou menor. Cada primeiro colocado de grupo (existem quatro grupos em cada liga), exceto da Liga A, é automaticamente promovida para a liga superior no próximo torneio. Cada equipe que ficar em último no grupo, exceto na Liga D, é automaticamente rebaixada para a liga inferior no próximo torneio.
A Liga das Nações está ligada ainda a qualificação para o Campeonato Europeu de Futebol. Haverá play-offs para cada liga em março de 2020. Os primeiros colocados de cada grupo classificam-se para as semifinais. Se alguma destas seleções já estiver classificada para o torneio, o segundo melhor classificado na liga será convidado.

### Ajuste a partir de 2020–21
Após a conclusão da primeira temporada, a UEFA decidiu ajustar o formato da Liga das Nações a partir da temporada de 2020–21. A nova estrutura da liga compreende 16 times nas Ligas A, B e C e sete times na Liga D.

## Campeões

### Por seleções
| Seleções      | Títulos               | Vices                 | 3.º lugar             | 4.º lugar   |
| ------------- | --------------------- | --------------------- | --------------------- | ----------- |
| Portugal      | 2 (2018–19 e 2024–25) |                       |                       |             |
| Espanha       | 1 (2022–23)           | 2 (2020–21 e 2024–25) |                       |             |
| França        | 1 (2020–21)           |                       | 1 (2024–25            |             |
| Países Baixos |                       | 1 (2018–19)           |                       | 1 (2022–23) |
| Croácia       |                       | 1 (2022–23)           |                       |             |
| Itália        |                       |                       | 2 (2020–21 e 2022–23) |             |
| Inglaterra    |                       |                       | 1 (2018–19)           |             |
| Suíça         |                       |                       |                       | 1 (2018–19) |
| Bélgica       |                       |                       |                       | 1 (2020–21) |
| Alemanha      |                       |                       |                       | 1 (2024–25) |

## Resultados por seleção
- 1.º – Campeão
- 2.º – Vice-campeão
- 3.º – Terceiro lugar
- 4.º – Quarto lugar
- Promovido
- Permaneceu
- Rebaixado
- FI – Qualificado para a fase final
- – Sede da fase final

| Albânia              | C | 34 | Estável | C | 35 | Aumento | B | 31 | Estável |
| Alemanha             | A | 11 | Estável | A | 8  | Estável | A | 10 | Estável |
| Andorra              | D | 53 | Estável | D | 55 | Estável | D | 52 | Estável |
| Armênia              | D | 45 | Aumento | C | 36 | Aumento | B | 30 | Baixa   |
| Áustria              | B | 18 | Estável | B | 18 | Aumento | A | 13 | Baixa   |
| Azerbaijão           | D | 46 | Aumento | C | 43 | Estável | C | 38 | Estável |
| Bielorrússia         | D | 43 | Aumento | C | 38 | Estável | C | 46 | Baixa   |
| Bélgica              | A | 5  | Estável | A | 4  | Estável | A | 7  | Estável |
| Bósnia e Herzegovina | B | 13 | Aumento | A | 15 | Baixa   | B | 20 | Aumento |
| Bulgária             | C | 29 | Aumento | B | 31 | Baixa   | C | 40 | Estável |
| Cazaquistão          | D | 47 | Aumento | C | 45 | Estável | C | 36 | Aumento |
| Croácia              | A | 9  | Estável | A | 12 | Estável | A | 2  | Estável |
| Chipre               | C | 36 | Estável | C | 46 | Estável | C | 45 | Baixa   |
| Dinamarca            | B | 15 | Aumento | A | 7  | Estável | A | 5  | Estável |
| Escócia              | C | 25 | Aumento | B | 23 | Estável | B | 18 | Aumento |
| Eslováquia           | B | 21 | Estável | B | 30 | Baixa   | C | 43 | Estável |
| Eslovênia            | C | 38 | Estável | C | 33 | Aumento | B | 27 | Estável |
| Espanha              | A | 7  | Estável | A | 2  | Estável | A | 1  | Estável |
| Estónia              | C | 37 | Estável | C | 47 | Baixa   | D | 51 | Aumento |
| Finlândia            | C | 28 | Aumento | B | 21 | Estável | B | 22 | Estável |
| França               | A | 6  | Estável | A | 1  | Estável | A | 12 | Estável |
| Geórgia              | D | 40 | Aumento | C | 42 | Estável | C | 33 | Aumento |
| Gibraltar            | D | 49 | Estável | D | 49 | Aumento | C | 48 | Baixa   |
| Grécia               | C | 33 | Estável | C | 37 | Estável | C | 34 | Aumento |
| Hungria              | C | 31 | Aumento | B | 20 | Aumento | A | 8  | Estável |
| Ilhas Faroé          | D | 50 | Estável | D | 50 | Aumento | C | 41 | Estável |
| Inglaterra           | A | 3  | Estável | A | 9  | Estável | A | 15 | Baixa   |
| Irlanda              | B | 23 | Estável | B | 23 | Estável | B | 24 | Estável |
| Islândia             | A | 12 | Estável | A | 16 | Baixa   | B | 28 | Estável |
| Israel               | C | 30 | Aumento | B | 25 | Estável | B | 23 | Aumento |
| Itália               | A | 8  | Estável | A | 3  | Estável | A | 3  | Estável |
| Kosovo               | D | 42 | Aumento | C | 44 | Estável | C | 39 | Estável |
| Letónia              | D | 51 | Estável | D | 53 | Estável | D | 49 | Aumento |
| Liechtenstein        | D | 52 | Estável | D | 51 | Estável | D | 55 | Estável |
| Lituânia             | C | 39 | Estável | C | 41 | Estável | C | 47 | Estável |
| Luxemburgo           | D | 44 | Aumento | C | 39 | Estável | C | 37 | Estável |
| Macedônia do Norte   | D | 41 | Aumento | C | 40 | Estável | C | 42 | Estável |
| Malta                | D | 54 | Estável | D | 52 | Estável | D | 53 | Estável |
| Moldávia             | D | 48 | Aumento | C | 48 | Baixa   | D | 50 | Estável |
| Montenegro           | C | 35 | Estável | C | 34 | Aumento | B | 25 | Estável |
| Irlanda do Norte     | B | 24 | Estável | B | 32 | Baixa   | C | 44 | Estável |
| Noruega              | C | 26 | Aumento | B | 22 | Estável | B | 21 | Estável |
| País de Gales        | B | 19 | Estável | B | 17 | Aumento | A | 16 | Baixa   |
| Países Baixos        | A | 2  | Estável | A | 6  | Estável | A | 4  | Estável |
| Polónia              | A | 10 | Estável | A | 10 | Estável | A | 11 | Estável |
| Portugal             | A | 1  | Estável | A | 5  | Estável | A | 6  | Estável |
| Tchéquia             | B | 20 | Estável | B | 19 | Aumento | A | 14 | Baixa   |
| Romênia              | C | 32 | Aumento | B | 26 | Estável | B | 26 | Baixa   |
| Rússia               | B | 17 | Estável | B | 24 | Estável | B | 32 | Baixa   |
| San Marino           | D | 55 | Estável | D | 54 | Estável | D | 54 | Estável |
| Sérvia               | C | 27 | Aumento | B | 27 | Estável | B | 17 | Aumento |
| Suécia               | B | 16 | Aumento | A | 14 | Baixa   | B | 29 | Baixa   |
| Suíça                | A | 4  | Estável | A | 11 | Estável | A | 9  | Estável |
| Turquia              | B | 22 | Estável | B | 29 | Baixa   | C | 35 | Aumento |
| Ucrânia              | B | 14 | Aumento | A | 13 | Baixa   | B | 19 | Estável |

### Maiores goleadas:
| Data       | Cidade          | Mandante     | Placar | Visitante  |
| ---------- | --------------- | ------------ | ------ | ---------- |
| 08/09/2018 | St. Gallen      | Suíça        | 6 – 0  | Islândia   |
| 11/09/2018 | Elche           | Espanha      | 6 – 0  | Croácia    |
| 17/11/2020 | Sevilha         | Espanha      | 6 – 0  | Alemanha   |
| 07/06/2022 | Vilnius         | Lituânia     | 0 – 6  | Turquia    |
| 08/06/2022 | Bruxelas        | Bélgica      | 6 – 1  | Polónia    |
| 08/09/2018 | Minsk           | Bielorrússia | 5 – 0  | San Marino |
| 17/11/2018 | Ta' Qali        | Malta        | 0 – 5  | Kosovo     |
| 17/11/2020 | Andorra-a-Velha | Andorra      | 0 – 5  | Letónia    |
| 24/09/2022 | Erevã           | Armênia      | 0 – 5  | Ucrânia    |

## Recordes e Estatísticas

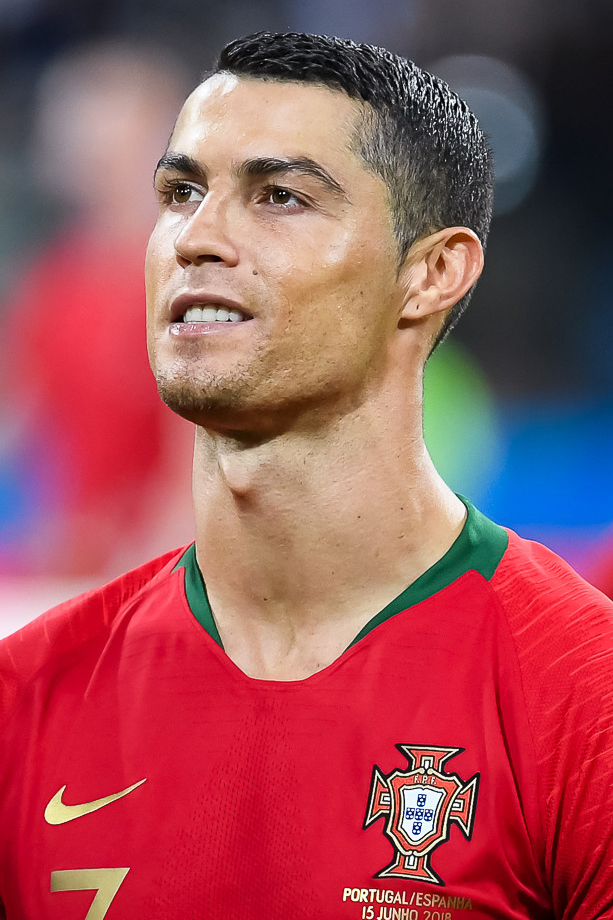
Artilheiro das eliminatórias (7) e divisão de Elite (15) da competição.

### Artilharia
Considerando a fase final (Eliminatórias). No torneio completo, o artilheiro histórico também é Cristiano Ronaldo com 15 gols pela divisão A (Elite). Considerando as demais divisões e inferiores, o recorde é do norueguês Erling Haaland, com 19 gols.

#### Fase final
- Cristiano Ronaldo (8)
- Kylian Mbappé (4)
- Ferran Torres (2)
- Karim Benzema (2)
- Lamine Yamal (2)

#### Divisão de Elite (A)
| Jogador           | País      | Gols |
| ----------------- | --------- | ---- |
| Cristiano Ronaldo | Portugal  | 15   |
| Romelu Lukaku     | Bélgica   | 10   |
| Christian Eriksen | Dinamarca | 9    |

#### Todas as divisões
| Jogador             | País     | Gols |
| ------------------- | -------- | ---- |
| Erling Haaland      | Noruega  | 19   |
| Aleksandar Mitrović | Sérvia   | 15   |
| Cristiano Ronaldo   | Portugal | 15   |

### Jogadores com mais títulos
Cristiano Ronaldo, Rúben Neves, Nélson Semedo, Bruno Fernades, Bernado Silva, José Sá, Rúben Dias, Diogo Jota e João Félix compartilham dois títulos cada. 